# ريتشارد هاي
ريتشارد هاي (بالإنجليزية: Richard Hey)‏ (1745 - 1835)؛ كاتب مقالات، عُرِف بآراءه المناوئة للقمار، وروائي بريطاني.